# Richard Clarke Lyons
Richard Clarke Lyons, britanski general, * 1893, † 1981.